# Synagoge (Vaiņode)

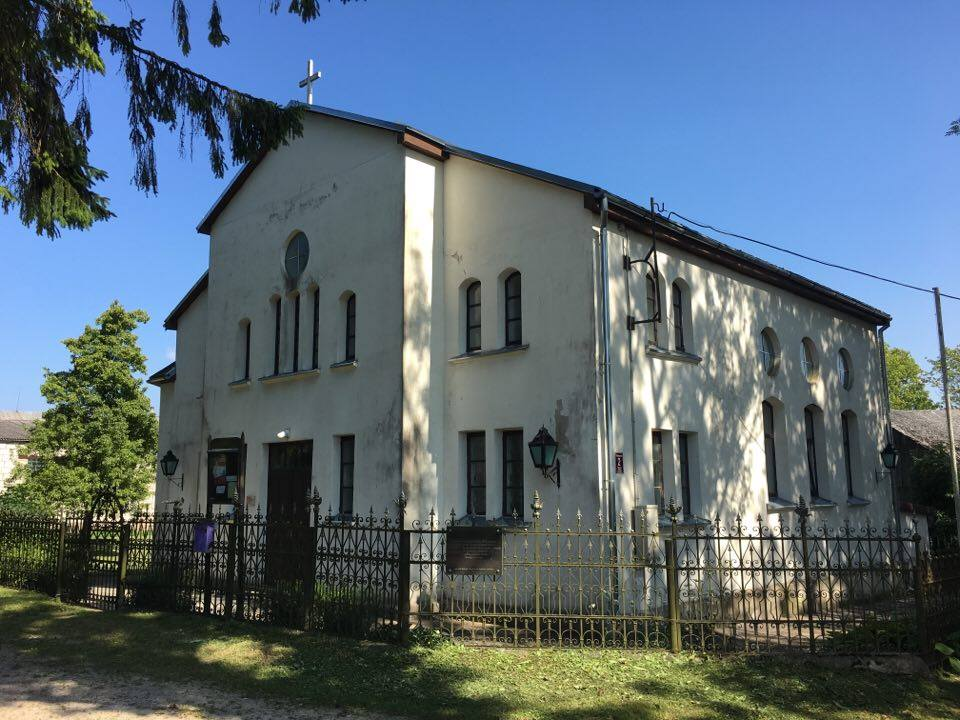
Ehemalige Synagoge in Vaiņode

Die ehemalige Synagoge in Vaiņode im Bezirk Dienvidkurzeme in Lettland wurde 1929 errichtet.
Die profanierte Synagoge wurde nach dem Zweiten Weltkrieg zu einer katholischen Kirche umgenutzt und heißt heute St. Agatha.